# Mark Gurman
Mark Michajłowicz Gurman (kaz. Марк Михайлович Гурман, hebr. ‏מרק גורמן‎, Mark Gorman; ur. 9 lutego 1989 w Ałmaty) – kazachski piłkarz pochodzenia izraelskiego grający na pozycji obrońcy w klubie Kajsar Kyzyłorda.

## Kariera klubowa
Grę w piłkę nożną rozpoczął w wieku 14 lat w izraelskim klubie Beitar Netanja. W 2008 roku został zawodnikiem Hapoelu Petach Tikwa. W sezonie 2008/2009 zadebiutował w nim w pierwszej lidze izraelskiej. W Hapoelu grał do lata 2009. Latem 2009 Gurman przeszedł do klubu Maccabi Ahi Nazaret. Swój debiut w nim zaliczył 26 września 2009 w wygranym 1:0 wyjazdowym meczu z Hapoelem Akka. W sezonie 2009/2010 spadł z Maccabi do Liga Leumit.
W 2010 roku Gurman wyjechał do Kazachstanu i został zawodnikiem klubu Lokomotiwu Astana. Swój debiut w Lokomotiwie zanotował 26 lipca 2010 w wygranym 1:0 domowym spotkaniu z Ordabasy Szymkent. W listopadzie 2010 wystąpił w wygranym 1:0 finale Pucharu Kazachstanu z Szachtiorem Karaganda. W 2012 roku Gurman odszedł z Astany do Kajratu Ałmaty. W Kajracie zadebiutował 10 marca 2012 w przegranym 0:4 wyjazdowym meczu z Tobyłem Kustanaj. W listopadzie 2014 zagrał w wygranym 4:1 finałowym meczu krajowego pucharu z FK Aktöbe.
| Sezon   | Klub                | Kraj       | Rozgrywki     | Mecze | Gole |
| ------- | ------------------- | ---------- | ------------- | ----- | ---- |
| 2008/09 | Hapoel Petach Tikwa | Izrael     | Ligat ha’Al   | 14    | 0    |
| 2009/10 | Hapoel Petach Tikwa | Izrael     | Ligat ha’Al   | 2     | 0    |
| 2009/10 | Maccabi Ahi Nazaret | Izrael     | Ligat ha’Al   | 29    | 0    |
| 2010    | Lokomotiw Astana    | Kazachstan | Priemjer-Liga | 12    | 0    |
| 2011    | FK Astana           | Kazachstan | Priemjer-Liga | 31    | 1    |
| 2012    | Kajrat Ałmaty       | Kazachstan | Priemjer-Liga | 25    | 0    |
| 2013    | Kajrat Ałmaty       | Kazachstan | Priemjer-Liga | 28    | 0    |
| 2014    | Kajrat Ałmaty       | Kazachstan | Priemjer-Liga | 23    | 0    |
| 2015    | Kajrat Ałmaty       | Kazachstan | Priemjer-Liga |       |      |

## Kariera reprezentacyjna
W reprezentacji Kazachstanu Gurman zadebiutował 10 sierpnia 2011 w zremisowanym 1:1 towarzyskim meczu z Syrią, rozegranym w Astanie. Ogółem w latach 2011–2015 rozegrał w zespole narodowym 26 oficjalnych spotkań.

## Sukcesy
FK Astana
- Puchar Kazachstanu: 2010
- Superpuchar Kazachstanu: 2011

Kajrat Ałmaty
- Puchar Kazachstanu: 2014, 2015

Kajsar Kyzyłorda
- Puchar Kazachstanu: 2019